# Сподње Дуплице
Сподње Дуплице  (словен. Zgornje Duplice}, познате и као Долење Дуплице  )) мало насеље у Општини Гросупље. Лежи у брдима источно од Гросупља у централној Словенији покрајина Долењска. Општина припада регији Средишња Словенија.
Налази се на надморској висини 359 м, површине 0,91 км². Приликом пописа становништва 2002. године насеље је имало 36 становника.